# Невин, Пол
Пол Ричард Невин (англ. Paul Richard Nevin; род. 23 июня 1969, Луишем, Великобритания) — английский футболист и тренер, ассистент главного тренера сборной Англии и исполняющий обязанности главного тренера сборной Англии до 20.

## Биография

### Футбольная карьера
Пол начал свою карьеру в клубе «Шрусбери Таун», в дальнейшем играл в футбол во время обучения в Университете Эвансвилла. После возвращения в Англию выступал за «Карлайл Юнайтед» в четвртом дивизионе, клуб в том сезоне занял последнее место, за клуб провел 8 матчей. В начале сезона 1992/93 подписал контракт с клубом выступающим в Конференции «Йовил Таун» за который выступал два сезона, приняв участие в 48 матчах во всех турнирах, однако в 24 года ему пришлось завершить футбольную карьеру из-за травмы.

## Тренерская карьера
Невин начал свою тренерскую карьеру в «Фулхэме», где он провел несколько лет на различных должностях, в том числе в академии и резервной команды. В 2006 году принял приглашение помочь клубу «Нью Зиланд Найтс», который выступали в австралийской Hyundai A-League. Невин был назначен главным тренером после ухода бывшего тренера Джона Эдсхеда по окончании сезона 2005/06.
После работы в Новой Зеландии Невин с 2007 году работал в академии Эспайе в Катаре. Он отвечал за подготовку игроков для юношеской и старшей национальных сборных Катара, а также занимался подготовкой тренеров. В рамках работы в академии Невин тренировал в Африке, Китае и Бразилии, а также был постоянным приглашенным ведущим в спортивной редакции Аль-Джазиры.
После нескольких успешных лет, проведенных на Ближнем Востоке, Невин вернулся в Англию в «Норвич Сити». За время работы в клубе занимал различные должности в клубе. В 2014 году Премьер-лига предложила Невину возглавить академию развития тренерского состава, в рамках которой Пол работал со всеми клубами Премьер-лиги и первой категории и оказывал поддержку каждому из них в рамках их программ развития тренерского состава. Невин также работал в Футбольной ассоциации Англии в качестве тренера молодежных национальных сборных.
В октябре 2018 года Пол был временно назначен в тренерский штаб сборной Англии под руководством Гарета Саутгейта в рамках тренерской программы FA для национальных сборных. Невин оставался в составе «Трех львов» до завершения Финальной стадии Лиги наций УЕФА 2019, в которой сборная заняла третье место.
В 2020 году по приглашению Дэвида Мойеса вошёл в тренерский штаб «Вест Хэм Юнайтед». 31 августа 2021 года вернулся в тренерский штаб сборной Англии, продолжая свою работу в «Вест Хэм Юнайтед».
Пол покинул «Вест Хэм Юнайтед» в июле 2023 года, чтобы поработать в «Страсбуре» под руководством Патрика Виейра.
23 августа 2024 года назначен исполняющим обязанности главного тренера сборной Англии до 20 лет.
1 января 2025 года стал помощником Марка Робинса в клубе «Сток Сити».